# Bonkle

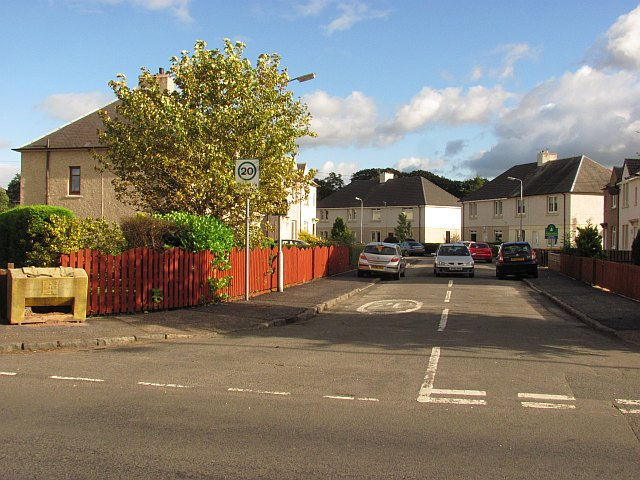
Straße und Häuser in Bonkle

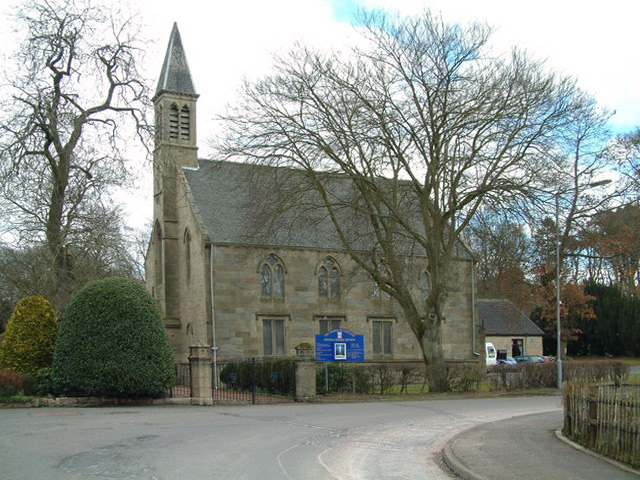
Die Kirche in Bonkle

Bonkle ist ein Dorf, das östlich von Glasgow in der Region North Lanarkshire in Schottland liegt.

## Geographie
Bonkle liegt im Westen der Central Lowlands in einer flachwelligen, teilweise bewaldeten Landschaft, etwa fünf Kilometer nordöstlich von Wishaw. Weitere Ortschaften in der Nähe sind Allanbank im Nordosten, Crindledyke im Südosten, Morningside im Süden und Newmains im Südwesten. Nördlich von Bonkle fließt der Oberlauf des Baches South Calder Water.

## Historisches
Im Rahmen der historischen Gliederung Schottlands in Parishes zählte Bonkle zu Cambusnethan, das zu Lanarkshire gehörte.
In Bonkle stehen mehrere historisch bedeutsame Bauwerke, die als Listed Building in unterschiedlichen Kategorien ausgewiesen worden sind. Unter ihnen sind die Kirche Bonkle Parish Church sowie die Brücke Murdostoun Bridge.

## Verkehr
Die zentrale Verkehrsachse des Ortes bildet die A71, die von Edinburgh kommt und in Irvine endet.